# Vietnam en los Juegos Olímpicos de Roma 1960
Vietnam estuvo representado en los Juegos Olímpicos de Roma 1960 por tres deportistas masculinos que compitieron en dos deportes.
El equipo olímpico vietnamita no obtuvo ninguna medalla en estos Juegos.